# Waldhambach (Bajo Rin)
Waldhambach es una localidad y comuna francesa, situada en el departamento de Bajo Rin en la región de Alsacia.
La comuna se ubica en los límites del Parque natural regional de los Vosgos del Norte.

## Demografía
| 723 | 756 | 761 | 694 | 626 | 682 |
| Para los censos de 1962 a 1999 la población legal corresponde a la población sin duplicidades (Fuente: INSEE [Consultar]) |     |     |     |     |     |